# Catherine Lavazec
 (mars 2018).
 (mars 2018).
Catherine Lavazec est une chercheuse biologiste française en parasitologie.

## Biographie
À l'Institut Cochin, elle est chargée de recherche de 1re classe et est responsable de l'équipe "Biologie de la transmission de plasmodium".

## Carrière
Ses recherches cherchent particulièrement à court-circuiter la transmission du plasmodium, responsable du paludisme, entre l’homme et le moustique, notamment grâce à l'utilisation de nouveaux médicaments permettant d’éliminer les parasites de la circulation sanguine.
Ainsi par exemple, le citrate de sildénafil, ou Viagra, constitue un médicament prometteur in-vitro car il provoque l'augmentation de la rigidité des globules rouges infectés par le parasite et leur filtration par la rate, empêchant ainsi leur passage dans le sang, et donc leur accessibilité à d'autres moustiques vecteurs en cas de piqûre,,. Cette déformabilité est liée à l’AMP cyclique (AMPc) : plus ces molécules s'accumulent, et plus l'érythrocyte devient rigide. Or, l’AMPc est dégradé par des phosphodiestérases (PDE), qui favorisent donc la déformabilité, et ces mêmes molécules peuvent être inhibées par le citrate de sildénafil,.

## Prix et distinctions
Elle est lauréate de la médaille de bronze du CNRS 2016 pour son travail sur la transmission du plasmodium.